# Ylikisøen
Ylikisøen (græsk: Υλίκη Yliki, oldgræsk: Ὑλικὴ Hylike, latiniseret som Hylica ) er en stor naturlig sø i Bøotien i periferien Centralgrækenland Grækenland. Den ligger 8 km nord for Theben i 78 meters højde, har det været en vigtig drikkevandskilde for Athens byområde siden 1958. Den er omgivet af lave bjerge, som adskiller den fra den afvandede sø Kopais.

## I populærkulturen
Nogle scener af den franske sangerinde Indilas musikvideo "SOS" blev optaget ved søen.